# 羅伯托·培瑞茲
羅伯托·培瑞茲（英語：Roberto Pérez，1988年12月23日—），為美國職棒大聯盟的捕手，目前為自由球員。他先前曾效力於印地安人、海盜與巨人等隊。培瑞茲生涯共拿下兩座金手套獎及一次威爾森年度防守獎。

## 職業生涯

### 克里夫蘭印地安人
2014年7月10日，培瑞茲登上大聯盟。7月10日，他敲出大聯盟首安及首轟。2015年，因為捕手楊·高姆茲進入傷兵名單，因此培瑞茲頂替成為球隊的主力捕手。2016年下半季，他一樣接替受傷的高姆茲成為先發捕手。
2016年分區賽，他在季後賽首打席就敲出全壘打。之後他更是在世界大賽首戰擊出雙響砲，幫助印地安人以6比0贏球。他在整個季後賽敲出3轟與7分打點，為全隊次高。
2017年4月2日，他和球隊簽下4年900萬美元的延長合約。該年他的打擊率為2成07。2018年，他的打擊率僅剩下1成68，成為該年大聯盟打擊率最低的右打。球季結束後，印地安人將高姆茲交易，並讓培瑞茲成為球隊的一號捕手。
2019年，他繳出2成39的打擊率。實際上他一整季都是帶著骨刺上場比賽，他敲出24轟與63分打點都是生涯新高。另外他在這年拿下生涯首座金手套獎和防守聖經獎，10月17日，他為了移除右腳踝骨刺而進行手術。
2020年，培瑞茲出賽32場比賽，打擊率為1成65，並敲出1轟與5分打點。但他這年連莊金手套獎和防守聖經獎。球季結束後，印地安人執行培瑞茲在2021年球季的選擇權。
2021年4月14日，白襪隊的卡洛斯·羅登投出8.1局完全比賽，最後羅登對培瑞茲投出觸身球，導致錯失完全比賽，不過最終羅登還是投出無安打比賽。5月23日，他因為進行手指手術進入60天傷兵名單。7月3日，印地安人將René Rivera指定讓渡，培瑞茲再度回到先發捕手的位置。球季結束後，印地安人拒絕執行培瑞茲的選擇權，於是他成為自由球員。

### 匹茲堡海盜
2021年12月1日，培瑞茲與海盜簽下1年合約。

## 國際賽
2017年，他代表波多黎各參加世界棒球經典賽，並拿下銀牌。

## 個人生活
培瑞茲的左右手各有一個星星的刺青，代表他的母親和孩子，同時他右手還有他母親名字的刺青。

## 外部連結
- 球員資訊和成績在MLB，ESPN，Baseball-Reference，Fangraphs（英文）